# Arditi del Popolo
Pour les articles homonymes, voir Arditi.
Arditi del Popolo (« Soldats du Peuple ») est une organisation antifasciste née en 1921 de la scission de la section romaine des Arditi d'Italie sur l'initiative d'un groupe d'inscrits emmené par le sympathisant anarchiste Argo Secondari et soutenu par Mario Carli : l'objectif de la scission est de s'opposer à la violence des chemises noires.
Ce mouvement s'oppose aux expéditions punitives fascistes et crée de véritables milices pour la protection des quartiers et des centres objet des attaques armées de la part des squadristi fascistes. Les Arditi del Popolo sont l'organisation militaire du front uni à fortes composantes anarchistes et communistes auquel s'ajoutèrent les formations de défense prolétarienne.

## Citations
«  Tant que les fascistes continueront à brûler nos maisons du peuple, maisons sacrées des travailleurs, tant que les fascistes assassineront les frères ouvriers, tant qu'ils continueront la guerre fratricide, les Arditi d'Italie ne pourront rien avoir de commun avec eux. Un sillon profond de sang et de décombres fumants divisent les fascistes et les Arditi. »
Déclaration du lieutenant Argo Secondari, plusieurs fois décoré pendant la Première Guerre mondiale. À l'assemblée des Arditi del Popolo du 27 juin 1921, rapporté par l’Umanità Nova, Rome, 29 juin 1921
« Bien loin du patriotard requin, fier de notre orgueil de race, conscients que notre Patrie est là où se trouvent les peuples opprimés : Ouvriers, masses laborieuses, Arditi d'Italie, À NOUS! »
Synthèse d'une partie de documents de la police de Rome 1922

## Les origines
Un grand nombre d'Arditi proviennent du mouvement fasciste, même si l'adhésion n'est pas unanime ni majoritaire. Le rapport avec le fascisme n'a pas été toujours linéaire et il arrive, dans les périodes agitées, qu'il y ait des expulsions de l'association des Arditi d'Italie d'inscrits au Parti national fasciste (PNF).
Après la Première Guerre mondiale, les Arditi affluent dans l'Association Arditi d'Italie, fondée par le capitaine Mario Carli, le même qui, après l'assaut de la maison du Travail de Milan par un groupe d'Arditi dont Tommaso Marinetti, écrit l'article « Arditi non gendarmi » et brise l'entente instaurée entre les Arditi et le fascisme.
Les Arditi participent activement à la Régence italienne du Carnaro, puis à l'Entreprise de Fiume sous le commandement de Gabriele D'Annunzio. Une des origines de la naissance des Arditi del Popolo se trouve dans cette action où sont expérimentés des Légionnaires. Compte tenu de la présence de factions de la gauche révolutionnaire, cette entreprise est soutenue par Lénine qui voit en D'Annunzio un possible chef révolutionnaire. De son côté, D'Annunzio est influencé par les idées de son ami Alceste De Ambris, syndicaliste révolutionnaire.
L'État libre de Fiume est anéanti par l'armée italienne qui collabore avec un noyau de squadristi fascistes. L'épisode culminant de l'attaque militaire est passé dans l'histoire comme le Noël de Sang.

## Naissance
Les Arditi del Popolo naissent dans l'été 1921 de la section romaine des Arditi d'Italie. Son fondateur est Argo Secondari, lieutenant des flammes noires, plusieurs fois décoré. Secondari est de tendance anarchiste, comme l'ardito Gino Lucetti, responsable d'un attentat contre Benito Mussolini et qui donnera son nom au bataillon Lucetti qui agissait pendant la résistance sur les monts de la haute Toscane.
La naissance des Arditi del Popolo est même annoncée par Lénine dans la Pravda (www.romacivica.net). L'Internationale communiste est favorable à cette organisation comme on peut le lire sur le compte-rendu de la rencontre entre Nikolaï Boukharine et Ruggero Grieco, ce dernier représentant l'aile bordiguiste du parti communiste d'Italie qui ne soutient pas cette initiative (faction majoritaire et donc qui engage tous les militants par discipline du parti). Il fut repris avec dureté par Boukharine pour cette position, lui rappelant que le parti révolutionnaire de classe était là où se trouvait la classe dans toutes ses expressions et non dans des « discussions de salons » (voir Eros Francescangeli : les Arditi del popolo). Non seulement le Parti communiste d'Italie se tient à l'écart de cette structure d'auto-défense face au fascisme mais, par un communiqué paru dans Il Comunista du 7 août 1921, le Comité Exécutif menace des « plus sévères sanctions » ceux des siens qui en feraient partie.

Lors de la réunion du 14 septembre du comité exécutif de l'Internationale, le choix du PCd'I de ne pas participer au Front uni Arditi del popolo fut critiqué :
« Le parti a commis une sérieuse erreur sur la question des Arditi del Popolo. La meilleure situation était d'unir sous notre direction de vastes masses. Le fait, qu'à la tête du mouvement, il y ait des éléments radico-bourgeois de tendance aventurière, ne peut servir de prétexte pour agir de cette manière. En Russie, nous avions pénétré les organisations policières pour recruter des soutiens. En Italie, la situation se présente de bien meilleure manière : il ne s'agit pas d'organisations policières… »

Certains dirigeants de la faction minoritaire du PCd'I  dont Nicola Bombacci sont favorables aux Arditi del Popolo. Ils suivent nettement les indications de l'Internationale communiste ainsi que Antonio Gramsci qui voit d'un bon œil la montée du Front Uni Arditi del Popolo ; avec l'acuité politique qui le distingue, il avait cherché à rencontrer Gabriele D'Annunzio au travers du lieutenant pro-communiste de la Légion de Fiume Marco Giordano. Sur l’Ordine Nuovo du 8 juillet 1922 sur les Arditi del Popolo, on peut lire : 
« la première tentative de rescousse ouvrière contre les hordes de la réaction »
,
et le 15 juillet Antonio Gramsci :
«  Ce sont les communistes qui sont opposés au mouvement des Arditi del Popolo ? Pas du tout ; ils aspirent à l'armement du prolétariat, à la réaction d'une force armée qui soit en mesure de battre la bourgeoisie et de présider l'organisation et le développement des nouvelles forces productives générées du capitalisme. »

## Personnages et actions

Drapeau utilisé par les Arditi del Popolo (ici de la section de Civitavecchia)

Les Arditi del Popolo comprenaient vingt mille hommes. D'autres estimations évoquent le nombre de cinquante mille hommes en considérant les inscrits, les sympathisants et les participants aux actions.

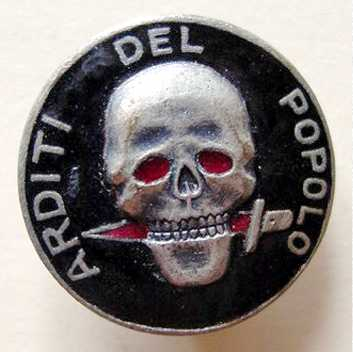
Épingle des Arditi del Popolo. Le symbole est celui des Arditi, mais les yeux et le poignard sont rouges.

Parmi les Arditi del Popolo devenus célèbres, il y a Riccardo Lombardi (non inscrit mais participant aux actions), Giuseppe Di Vittorio, Vincenzo Baldazzi (dit Cencio) ; de nombreux Arditi tombèrent pendant la guerre d'Espagne en combattant contre les troupes franquistes. Alberto Acquacalda est un autre personnage important des formations antifascistes des Arditi del Popolo de la région de Ravenne. Il fut assassiné par un groupe de fascistes.
L'événement qui eut l'écho le plus important fut sans aucun doute l'engagement des Arditi del Popolo dans la défense de Parme contre les squadristi fascistes en 1922 : la version la plus répandue parle de vingt mille squadristi fascistes, d'abord sous les ordres de Roberto Farinacci puis d'Italo Balbo, qui ont attaqué et ont été repoussés et mis en fuite par à peine 350 Arditi del Popolo, commandés par Antonio Cieri et Guido Picelli (qui mourront en Espagne). L'appui en masse de la population ainsi que l'action des femmes qui assuraient le ravitaillement et participèrent aux combats furent fondamental pour la résistance et la victoire. L'historien Renzo del Carria consacre un chapitre de son livre Prolétaires sans révolution (Proletari senza rivoluzione) au titre significatif : « La juste ligne non suivie ; Parme comme exemple d'une victoire de la résistance politico-militaire contre le fascisme. »

## L'échec face au fascisme
Une certaine continuité peut être constatée entre les Arditi del Popolo et la Résistance même si les objectifs étaient très différents : les Arditi, bien que d'horizons très divers, étaient globalement pour la formation d'une République avec une base progressiste extrême comparativement à celle qui créera la République italienne.
Selon certaines thèses, les Arditi auraient pu battre le fascisme s'ils n'avaient pas été abandonnés par les démocrates et par le néo parti communiste qui contrevenait aux consignes de l'Internationale communiste qui avait explicitement demandé d'appuyer les  Arditi. Peu de dirigeants du PCd'I  les soutenaient, dont Antonio Gramsci (extrait d'article de Gramsci, comme déjà expliqué et donc la faction était minoritaire).
Tom Bhean, historien du fascisme, affirme :
« Difficile de dire si une plus grande unité entre les Arditi del Popolo et la gauche aurait pu arrêter le fascisme. Mais cela ne se produisit pas en raison du sectarisme du PCd'I et des divisions du PSI. »
Écrire l'histoire au conditionnel est toujours difficile, mais des faits, comme la défense de Parme en août 1922, sont là pour attester ce qu'a rappelé en 1945 Daniel Guérin dans Fascisme et grand capital : là où la population opposait une résistance organisée, elle l'emportait.
La haine des fascistes se déchaîna surtout contre les chefs des Arditi del Popolo, qui furent emprisonnés et massacrés par les squadristi, souvent avec le soutien des organes de police de l'état.

## Les Arditi del Popolo dans le cinéma et la littérature
Parmi les œuvres inspirées, on notera Chroniques des pauvres amants (Cronache di poveri amanti), film de Carlo Lizzani d'après un livre de Vasco Pratolini ; un des personnages, Maciste (interprété par Adolfo Consolini), ex Ardito del Popolo, est assassiné par les squadristi.  Dans son livre Le Voyage mystérieux (Il viaggio misterioso), Alberto Bevilacqua parle des Arditi del Popolo, mais cela ne constitue pas la trame centrale du livre. Plus récemment, Pino Cacucci a dédié son Oltretorrente aux événements des Arditi del Popolo à Parme dans les années 1920 et leurs luttes contre les agressions fascistes au cours des mois qui précédent la marche sur Rome en octobre 1922. Les Arditi del Popolo, ainsi que Gino Lucetti, ont inspiré quelques chansons populaires et de partisans comme le Battagione Lucetti de Maurizio Maggiani dans Coraggio del pettirosso.